# 冴島かおり
冴島 かおり（さえじま かおり、1989年8月16日 - ）は、日本のAV女優。名東所属。

## 略歴・人物
東京都出身。2012年10月、アダルトビデオメーカー・ケイ・エム・プロデュースの熟女・人妻系レーベル「マダムス」の専属女優としてデビュー。

## 出演

### アダルトDVD
2012年
- 麗しき若妻 初めてのAV撮影（10月12日、マダムス）
- 犯された団地妻（11月9日、マダムス）
- 患者と青姦する美人ナースがいる某総合病院リハビリテーション病棟（12月1日、なめこDX）[要出典]
- 都内のカワイイJK限定♥ オイラのセンズリ見て下さい!（12月7日、ドッグイア）[要出典]
- 熟女全裸家政婦（12月14日、マダムス）

2013年
- 働くオンナ喰い 3 キャリアOLを喰い散らかす!!（1月1日、プレステージ）
- 欲求不満でキレイなお姉さま ボクのセンズリ見てください!（1月1日、なめこDX）[要出典]
- 夫には内緒のお受験裏取引（1月1日、Marvelous）[要出典]
- 美人母近親調教投稿録（1月4日、NON）
- 隣の若妻に勃起チ○ポを擦りつけたら…（1月10日、ヒビノ）
- 歌舞伎町にある激安メンズエステは怪しいけれど暗黙のエロサービスがスゴイらしい（1月24日、アイエナジー）[要出典]
- 仲良し3人組の気ままな週末連れコン温泉!（1月25日、おかず。）
- 新人ナースが自分のミスを認めて真剣に謝罪。 「私にできることがあれば、なんでもします」と被虐の表情で哀願。男なら即答するよね「貴女の身体で弁償して下さい!!」（2月1日、なめこDX）[要出典]
- オシャレでカワイイ女の子がランニングに夢中! ブームの本当の理由は青姦SEXの快感だった!!（2月1日、なめこDX）[要出典]
- 「まさか入院中の担当看護師が妹だった! しかも勃起した禁欲チ○ポを見られてしまうなんて… だけど『妹のお前にしか頼めないよ』」 VOL.2（2月7日、DANDY）[要出典]
- スケベな親子がエッチなゲーム一転知らずに近親相姦 息子なら母親の裸当ててみて! 美人ママ4人全員知り合いのママ友スペシャル 〜見て、触って、ハメて、息子はカラダのパーツだけで自分の母親がわかるかな!?〜（2月7日、ROCKET）[要出典]
- 今日、兄貴の嫁を犯します。（2月7日、マドンナ）
- 私、実は夫の上司に犯され続けてます…（2月13日、溜池ゴロー）
- 完全ガチ交渉！街で噂の、ウブな看板娘を狙え! Volume 18 in錦糸町（2月21日、プレステージ）
- 素人四畳半生中出し 人妻 かおり 28歳 いじわるされると濡れる巨尻妻（2月28日、プラム）
- 顔バレVIP●ER素人まとめ 4 25歳のナマ主OLが柔乳（Fカップ）を鷲掴みしながら電マオナニーで潮吹きして職場のストレスを発散（3月7日、new girl）[要出典]
- 私の自慢の妻を犯してください 2（3月10日、ブリット）※「森下かおり」名義[要出典]
- 彼女に使う筈だった催淫オイルを、出来心で真面目な姉に試したら驚くほどドスケベに豹変して弄ばれてしまった（3月22日、NON）
- 豪遊 3P専門高級風俗店 巨乳お姉さん達とのお遊び（4月1日、ローグプラネット）
- 巨乳人妻 電流リラクゼーション（4月1日、変態紳士倶楽部）[要出典]
- GET!! 素人ナンパ No.153 2013 関東版（4月7日、桃太郎映像出版）[要出典]
- カラダが卑猥なオンナと性交（4月19日、ドリームチケット）
- 今までセックスには興味を示さなかったガリ勉の妹に遊び半分でウワサのアノ薬を盛ったら、驚くほど効いちゃって妹はマンホジで漏らしながら俺の勃起したチ○ポに喰らいついて離さなくて困った（4月19日、NON）
- 麗裸 reira 2 艶かしき美巨乳レズビアン（4月26日、なでしこ）
- 潜入!!うわさの回春マッサージ（4月26日（レンタル）/6月7日（セル）、LEO）
- 旦那は知らない人妻援交。 「あなたごめんなさい…本気でイってしまいました」（5月7日、桃太郎映像出版）※「岸田仁美」名義[要出典]
- 家庭内凌辱秘話 義父と義兄に犯された若妻（5月7日、アタッカーズ）
- ウブな人妻企画 生まれて初めての風俗面接 19（5月9日、アイエナジー）[要出典]
- 奇跡の再会! クラスのマドンナと自宅で二人きり! 学生時代ずっと空気みたいな存在で当然彼女どころか、まともに女子とお話した事も無い僕が三浪してしまったのを機に家庭教師を雇ったら、中学時代のクラスのマドンナがやってきて部屋でまさかの二人きり!! 当時は話す事すらなかった憧れの女子が僕のすぐ横!!手を伸ばせば触れる距離!!当然、こっちは雇っている側だから多少、偉そうなことを言っても彼女は怒れません! 調子に乗ってセクハラしたりエログッズ（AV、エロ本、大人のおもちゃ）などを見せつけたら怒られるどころか股間を熱く濡らしエロくなって、もう一押しすればエッチできそうな状況に!（5月9日、Hunter）[要出典]
- すし詰め状態の超満員バスで、胸が大き過ぎてシャツのボタンが弾け飛んでしまった巨乳娘は、恥ずかしさのあまり痴漢されても声も出せない。（5月9日、Apache）[要出典]
- 巨乳限定!!危険日直撃!200万円争奪! 生中出しじゃんけん大会! どっちの男がゴム付き?ゴム無しチ○ポを選んでしまったら孕んじゃう! 2（5月9日、michiru）
- AVに出たがる地方人妻たち 5（5月16日、グローリークエスト）
- 部活系美少女とお色気ムンムン顧問の股間を中心としたアングルで淫靡で濃厚なフェラを汗ダクになりながらの3Pで膣内射精と共に楽しんだ。（5月17日、NON）
- 素人妻ナンパ 生中出し 4時間 セレブDX 33（5月20日、LOTUS）[要出典]
- 「デリヘル呼んだら知り合いが…」裸を見せ合う筈の無い2人が気まずい状況の中、いけない事と分かっているのにHなプイを始めると背徳感が逆に興奮し、お互いが燃え上がり禁止されている本番行為までしてしまう。（5月23日、SODクリエイト）[要出典]
- 赤坂に数百件ある料亭や小料理屋の中で一際輝いていた美人で気品高く凛とした Fcup美乳若女将がAVデビュー!（5月23日、ディープス）※「前田里美」名義[要出典]
- 大好きなお姉ちゃんの結婚式前夜に布団に潜り込み中出し近親相姦! いつも僕だけに優しかったお姉ちゃんが明日から他人の女に…。最後の夜、どうしても我慢できず、ずっと触りたかった肌に触れていると、寝ているにも関わらずお姉ちゃんは感じだし、やめなくてはイケないのに、生で挿入、そのまま中出し!すると起きたお姉ちゃんは、中出しの絶頂感に我を忘れ何度も何度も、朝まで中出しSEXを求めてきた。（5月23日、Hunter）[要出典]
- ライズピンク （クンニ編●電マ責め編●凌辱編）（5月24日、GIGA）
- 温泉で卓球にあけくれる友達のお母さんと夜のチ●ポン対決（5月24日、SCOOP）[要出典]
- 投稿実話 妻がまわされた 4（5月25日、サイドビー）
- 美人ママの優しい淫語（6月1日、FETISH BOX）
- 憧れのオッパイとお尻が僕の目の前1cm!! いまだに大学生のお姉ちゃんと4畳半の相部屋で寝ている僕の家にお姉ちゃんの友達が狭いにも関わらず泊まりにやって来る。狭い部屋に布団ぎゅうぎゅう詰めで寝ると寝相の悪い姉の友達が寝ぼけて転がり僕に急接近!しかも超薄着なもんだから 生乳&ハミ出したお尻が目と鼻の先!（6月6日、Hunter）[要出典]
- 孕ませ近親人妻相姦（6月7日、桃太郎映像出版）[要出典]
- ガチ中出しされた美人妻　ヨダレ垂れ流し世間にアクメ顔を晒すセレブ妻たち（6月8日、ジュエル）※「佐々木加奈子」名義[要出典]
- あなた、ごめんなさい 万引き妻の快楽転落『夫以外に感じる人妻』（6月25日、サイドビー）
- 誘惑オフィスレディのエロ癒し（6月5日、ジャネス）
- ダーク系鬼畜餓鬼んちょ クソ餓鬼民家侵入編（7月6日、ROCKET）
- ヒロイン失禁地獄 セクシー仮面（7月12日、GIGA）
- まじわり。 〜初めての女性は、お母さん〜（7月19日、ABC）
- 親族相姦 きれいな叔母さん（8月1日、ヴィーナス）
- 被虐の家庭教師 3（8月7日、アタッカーズ）
- 北青山高級アロマ性感オイルマッサージ（8月9日、DOC）[要出典]
- あなた、ごめんなさい 旦那の隣で旦那にバレないように（8月25日、サイドビー）
- 近親相姦 エロ尻母（9月1日、ヴィーナス）
- 発情期の人妻（9月12日、MDMA）※「稲嶋慶子」名義[要出典]
- 普段気にもしなかったあの子が、偶然パイスラ姿で現れ! しかも動くたびに擦れる程の巨乳だったので… 3（9月12日、DOC）
- 冴島かおりママの淫乱!卑猥な性活（9月19日、ABC）
- 「謝礼を出すのでドラマを観て感想を聞かせて下さい。」とモニターをお願いしAVを観せイタズラをしてみました!!（9月20日、最強）[要出典]
- 愛しあう義父と嫁 ［前編＋後編］ 完全版 完全フルバージョン（9月25日、サイドビー）
- 裸の主婦 冴島かおり（27） さいたま市在住（10月1日、プラネットプラス）
- 息子の大きすぎるチンポが気になって…（10月19日、ABC）
- 「ちょっとだけ見てってよ」「お礼もあげるんで」という誘いに二つ返事でついてきたゆとり世代の女の子達にセンズリ鑑賞してもらったら…（11月1日、ACE KILLER）[要出典]
- 中出し危機一髪ゲーム!!（11月13日、はじめ企画）[要出典]
- 清楚な美人妻のワイセツ性日記（9月19日、FETISH BOX）
- 人妻オマ●コ不倫露出紀行 かおり（仮名）28歳（12月1日、山と空）
- 脇汗が服に染み付くほど疲労＆困惑している女性がヘルプを求めて視線を合わせてきたので…（12月3日、ACE KILLER）[要出典]
- 今まで女として見てなかったゼミ仲間が飲み会に女1人で参加してベロ酔い介抱するフリして集団猥褻その場で輪姦中出し決行（12月3日、ACE KILLER）[要出典]
- 性犯罪（レイプ）の夏 輪姦（まわし）（12月13日、FAプロ）
- 裏山にはえた「媚薬キノコ」を食べてしまった欲求不満な兄嫁が発情! 兄たちがゴルフに行ってしまったので兄嫁は僕のチ○ポを奪い合うのです（12月13日、MUTTURi）[要出典]
- 20代の美乳妻が通う 発狂 媚薬エステ 4（12月15日、ピーターズ）[要出典]
- 理性＋倫理＋社会通念＋常識＋家庭＋愛情 ＜ 性欲（12月27日、BALTAN）
- 病院の屋上で旦那がそばにいるにも関わらず、他人の男性を誘惑し、旦那以外のチ●コをしゃぶってはハメる巨乳若妻が急増中?!（12月27日、SCOOP）[要出典]

2014年
- 島袋浩の元祖!! 素人妻ナンパ中出し 3（1月10日、なでしこ）[要出典]
- 親友レズビアン（1月13日、U&K）
- 素人限定 生ハメ×生殖活動×素人 仙台から上京して当ても無くバイトしていた巨乳素人が小金欲しさに危険日生中出しSEX（無認可）（1月19日、スーパーフリー）[要出典]
- 巨大女神グランレディー（1月24日、GIGA）
- 弱みを握られた私、言いなりになるしかないですよね…?（1月24日、なでしこ）
- 強姦・和姦 未亡人に群がる男たち（1月25日、サイドビー）
- 奇跡のシチュエーション! まさか混浴露天風呂で巨乳女性と二人きり!! 緊張のあまりおもわず勃起!! 当然、気持ち悪がられ避けられるかと思いきや僕のチ○ポに貪りついてきた!! 2（2月6日、Hunter）[要出典]
- 見つめられながらの上品な卑猥語（2月19日、FETISH BOX）
- The冴島かおり 美熟女スペシャル 総集編 4時間（2月19日、ABC）※総集編
- チンポジを直す癖が治らない…。 幼少期からデカチンでチンポジがうまく定まらず、無意識にチンポジを直すのが癖になってしまった僕は、女子社員の注目を集める会議中のプレゼンの場で、ついうっかりチンポジを直してしまった。それに気付いた女子社員達は僕の事を「キモい!変態!」と陰でののしるも、仕事に追われ性欲を押し殺してる彼女達が発情するのには十分なきっかけだったらしく、2人きりになったら僕以上にデカチンを触ってきた!（2月20日、Hunter）[要出典]
- 「お父様アソコだけは元気なんですね♥」 息子とヤッテいない嫁は、寝たきりだけどチ○コだけ元気な俺の上に介護するフリして乗ってきた（2月20日、SWITCH）[要出典]
- M性感 男の潮吹きマッサージサロン 3（3月1日、FETISH BOX）
- 清楚な美人妻のデカ淫おっぱい 2（3月5日、ジャネス）
- 人妻強制中出しレイプ 夫の上司に犯され中出しされる人妻たち（3月6日、ルビー）
- 誰にも言えない禁断のレズ恋愛 親友と親友のママに愛されて Vol.3（3月6日、ディープス）
- お義父さん、あそこが疼いてしょうがないんです（3月13日、タカラ映像）
- 「もしかしてだけど、その巨乳とTバックでボクを誘ってるんじゃないの?」 ただ女の子と二人きりになりたくて薄汚いワンルームに掃除専門の家政婦を呼んだら、ただ黙々と掃除をする超マジメな家政婦さん…!でもよく見ると…なんと!お尻からビックリTバックが丸見え!!こんなマジメそうな女の子なのに!?こんなお堅い仕事なのに!?Tバックを履いているなんて!!「もしかしてだけど、ボクを誘ってるんじゃないの?」と思って、思い切ってTバックを引っ張ったり、セクハラしてみたけどボクの大きな勘違い!?露骨に嫌がっていたけど、もう後には引けなかったので強引に押し倒してヤッちゃいました!!（3月20日、Apache）[要出典]
- 通勤途中のタイトスカートの綺麗なお姉さんのイヤラシイお尻にチ○ポ擦りつけほとばしる精液をブッカケる痴漢たち!!（3月20日、GARCON）
- 清楚な色白若妻と東京で露出する 借金返済のためにAV出演を覚悟した 世田谷在住のセレブ婦人を見世物懲罰! 美人若妻×同人AV労働者（3月21日、同人AV労働者）[要出典]
- ナンパ連れ込み素人妻 ガチで盗撮無断で発売（3月25日、ビッグモーカル）[要出典]
- 可愛い彼女に目の前でパンツを見せつけられる快感（3月25日、アロマ企画）
- 留置場で性欲を処理する7つの方法（3月25日、アロマ企画）
- 半裸浪漫 2（3月25日、サイドビー）
- 園児が粘土で作った巨大なオチンチン そんなに大きいはずはないと… 抗議のはずが…「園児にウソは教えません!」 幼稚園ママにデカチンみせたらヤレた 2 「ボクはウソツキじゃない!先生のオチンチン本当に大きいんだから!!」（3月25日、レッド）[要出典]
- 淫らな言葉ぶっかけてあげるわ 豊満ボディーの官能淫語プレイ（4月5日、ジャネス）
- 直下型&M字パンチラ挑発 誘惑お姉さん編 2（4月13日、アロマ企画）
- フェラをしているだけでオマ○コびしょ濡れでイッてしまう女たち集めました（4月15日、プリモ）
- 自ら夫に「SEXして!」と言えなく、抱いて欲しくてしょうがないSEXレスな美人主婦は家に上がって来る男で欲求を満たす 2（5月13日、DOC）
- 美白美女の癒しエロス 冴島かおり BEST4時間（5月19日、FETISH BOX）※総集編
- 彼女が入院していることをいいことに一緒に御見舞いに来た彼女の友人とヤッテしまった。 3（5月23日、SCOOP）[要出典]
- 裕福家庭の禁親相姦/貧乏人家庭の禁親相姦（7月13日、FAプロ）
- 嫁をマッサージ師に寝取られた（7月19日、ヴィーナス）
- ネトラレーゼ 妻を、土建屋の男達に寝盗られた話し（7月24日、タカラ映像）
- 夫のために… 上司に抱かれた妻（7月25日（レンタル）/8月25日（セル）、サイドビー）
- 奪われた兄嫁 〜義弟が仕組んだ寝取られ性交〜（8月7日、マドンナ）
- “爆イキ”シリーズ 炸裂オルガ 3 全部見せますノーカットライブ調教（8月8日、REAL）
- かおりママとのやらしい生活（8月19日、ヴィーナス）
- DOKIレズ 69（8月22日、アウダースジャパン）
- 『義父と義弟に飼育されて…』 狙われた喪服妻（8月25日、グローバルメディアエンタテインメント）
- 新妻くずし 息子に嫉妬した義父（おやじ）（9月1日、FAプロ）
- 猥褻な美熟女 マニアプレイSelection 冴島かおり 4時間（9月5日、ジャネス）※総集編
- DOKIレズ 70（9月5日、アウダースジャパン）
- 密着マッサージ盗撮（9月13日、マルクス兄弟）
- 性感レズエステ 10 欲求不満人妻編（9月19日、クリスタル映像）
- 「お父さん、私とセックスして…。」 父親誘惑近親相姦 お父さんが理想のタイプというファザコン娘と父親を乗せたエレベーターを緊急停止!密室状態となったエレベーターで父親と2人きり!パンチラ、胸チラ、オナニー見せ!さらに媚薬を使って娘が父親を誘惑!（9月25日、ATOM）[要出典]
- 密会 －淫行現場－ 人目を忍ぶリアルSEX!（10月1日、FAプロ）
- 「お兄ちゃん、ちょっとだけでいいから挿れてみたい…」 狭いお風呂なのに高校生になった妹は未だにボクと一緒に入りたがるんです!!確かに仲が良い方だとは思うけどこの歳になったら流石にちょっと気まずい!子供の頃とは違い密着度が高く当然、お尻や胸がボクに当たりまくり!!当たりまくればボクは兄妹と分かっていても恥ずかしながら勃起!なかなか湯船から出られずにいたけど、我慢出来なくなって湯船から出たら勃起チ○ポが見つかってしまい気持ち悪がられると思ったら 「少しだけ挿れてみたい」と巨乳すぎる妹がボクを誘惑!我慢出来ずに… 2（10月9日、Hunter）[要出典]
- エッチな先生の誘惑レッスン（10月13日、マルクス兄弟）
- これが噂のM性感！究極のテクニック大公開 男の潮吹きサロン 4時間スペシャル（11月1日、Fetish Box/妄想族）
- 淫らな言葉ぶっかけてあげるわ 官能淫語プレイ DX vol.3 4時間（11月25日、ジャネス）
- 串刺しディルド本気オナニー！（12月13日、 MARX）

2015年
- イカせてあ・げ・な・い 焦らしプレイSP 4時間（1月5日、ジャネス）
- 貧乏カップル限定！ ｢アナタの彼女を担保にお金借りてみませんか？｣ その3（1月21日、DOC）
- 淫語オナニー中毒 4 （2月19日、Fetish Box/妄想族）
- SM義父と嫁　禁断の縄奴隷（3月25日、グローバルメディアエンタテインメント）
- ガチ♥レズSP 7（4月4日、アウダースジャパン）
- 淫語手コキで脳内快楽中枢を刺激せよ！Vol.2（4月19日、Fetish Box/妄想族）
- 【マジです】秒速でヌケるほどシコる右手が止まらない。美人でスケベ過ぎる人妻熟女が淫語連発で優しく苛めてくれる4時間12人（4月25日、 ビッグモーカル）
- 家庭内凌辱秘話 完全保存版（5月7日、アタッカーズ）
- 嫁をマッサージ師に寝取られた 総集編 8時間（5月19日、VENUS）

### イメージDVD
- 湯けむり美女と混浴で… 冴島かおり（2014年5月29日、オルスタックソフト販売）